# ファーミントン (ニューメキシコ州)
ファーミントン（Farmington）は、アメリカ合衆国ニューメキシコ州のサンファン郡にある都市。人口は4万6624人（2020年）。

## 解説
コロラド高原南部、標高1660メートルの高地に位置している。市内でアニマス川とサンファン川が合流している。近くに4つの州が直角に交わる地点があり、この地域は通称「フォー・コーナーズ」と呼ばれている。ファーミントンはフォーコーナーズ最大の都市である。
ファーミントンは野球が盛んであり、毎年アマチュア野球のトーナメントを開催している。

## 歴史
町の歴史は1901年に始まった。地質的に石炭層が豊富な地域であり、初期の入植者は炭鉱労働者だった。1905年、デンバー・アンド・リオグランデ・ウェスタン鉄道が北のコロラド州側から支線を建設し、ファーミントンに到達した。この鉄道はアメリカ合衆国では珍しい狭軌だったが、石炭の積み出しに威力を発揮した。しかし第二次世界大戦後のエネルギー政策の転換により役目を終え1968年に廃線となった。1960年以降は天然ガスの採掘が主体となっており、こちらはパイプラインで輸送されている。
ファーミントンの西方には全米最大のインディアン居留地である「ナバホ・ネイション」がある。ここでは石炭の採掘が継続しており、居留地の主要産業となっている。